# Lishán Didán
El dialecto neoarameo judío de Urmia o Lishán Didán (literalmente, 'nuestro idioma') es un dialecto del neoarameo nororiental, clasificado dentro de los dialectos judeo-arameos. Era hablado originalmente por judíos de Urmía (Irán) y las áreas circundantes del Azerbaiyán Occidental desde Salmas y Solduz hasta lugares como Yüksekova (Hakkâri), Başkale y otros pueblos de la provincia de Van, en Turquía. La gran mayoría de hablantes viven en Israel. Sus hablantes se refieren a sí mismos como Nash Didán.

## Glotónimos
Los estudiosos suelen referirse al lishan didan como arameo azerbaiyano judío (persa). Sus hablantes vivían en el norte de Irán, en las ciudades y municipios del norte de Azerbaiyán iraní, en particular en Urmía (o Rezaiyeh), Salmas (o Shahpur) y Naghade (o Solduz).
El lishan didan (pronunciado como [li:ˈʃan di:ˈdan]) se traduce literalmente como "nuestra lengua". El nombre de la lengua muestra una marca de clusividad: una traducción más exacta de "lishan didan" sería "nuestra lengua, pero no la vuestra". Cuando un hablante de la lengua habla con otro, puede referirse a la lengua utilizando la marca inclusiva "lishanan" (pronunciado como [liˈʃa:nan]), que puede traducirse como "nuestra lengua, incluida la de usted". Esta distinción puede ser única entre las lenguas neoarameas.
De manera similar, los hablantes de la lengua a menudo se refieren a sí mismos y a su comunidad como "Nash Didan" (pronunciación: naʃ di:ˈdan), que significa "nuestra gente".
El término tárgum se utiliza a menudo para describir el lishan didan, ya que es un término tradicional y común para muchos dialectos judíos neoarameos. Cuando los miembros de las comunidades nash didan de Urmía y Naghade emigraron a Israel en la década de 1950, algunos se refirieron a sí mismos como Edat haTargum ("La Comunidad del Targum") en hebreo. Esto hace referencia a la identidad nash didan, que se alinea estrechamente con la larga historia del targum arameo en el judaísmo. Además de hablar una variedad de arameo, los nash didan tienen prácticas religiosas como mantener la costumbre del meturgeman, es decir, la recitación targúmica, la recitación pública de una traducción de la lectura semanal de la Torá al arameo vernáculo en la sinagoga; y la antigua práctica de usar targumim para enseñar hebreo bíblico. Debido en gran medida a estas prácticas, algunos judíos nash didan tenían una base tan sólida del idioma hebreo que no necesitaban clases de ulpán al inmigrar a Israel.
El código ISO del idioma es trg, que proviene del término targum.

## Historia
Hubo presencia de varios dialectos judíos del arameo en una amplia zona desde el Lago Urmia hasta el Lago de Van (Turquía), la llanura de Mosul (en Irak) y en Sanandaj (nuevamente en Irán).
Existen dos grupos dialectales: el del norte, centrado en Urmia y Salmas (Azerbaiyán Occidental), extendiéndose a pueblos judíos de la provincia de Van (Turquía), y el del sur, centrado en la ciudad de Mahabad y las aldeas justo al sur del Lago Urmia. Estos dialectos son mutuamente inteligibles, con diferencias que provienen principalmente de préstamos lingüísticos de otros idiomas, especialmente del persa, el kurdo y el turco.
En Urmia vivió una considerable comunidad judía hasta la década de 1950. Los hablantes de lishán didán se hacen llamar Nash Didán. A inicios del siglo XX, la mayoría de la población era étnicamente azerí y musulmana, junto a minorías de musulmanes kurdos, cristianos asirios (también hablantes de arameo) y armenios. El comercio de telas era una actividad predominante entre los judíos, aunque también destacaban como joyeros y orfebres. La educación para los varones se centraba en escuelas primarias judías (lishan didan: mədrāš), junto a una escuela femenina de 20 alumnas. Algunos estudiantes continuaban su educación judía en Yeshivot. La comunidad contaba con dos sinagogas, siendo la mayor conocida como Sheikh Abdullah.
En 1918, tras el asesinato Shimun XXI Benyamin, patriarca de la Iglesia Asiria del Oriente, como parte del genocidio asirio y armenio, junto a otras calamidades como la invasión otomana a Persia, miles de judíos y cristianos asirios fueron expulsados de sus lugares de origen. Algunos se trasladaron a Tiflis (Georgia) o migraron a Israel mucho después. Una parte de estos grupos, reasentados en el Cáucaso, fue víctima de la política de deportaciones de Iósif Stalin, haciendo que algunos incluso acabaran en países como Kazajistán, donde hace unos años existía una diminuta comunidad de 50 judíos Nash Didan.
Los eventos acaecidos después de la Primera Guerra Mundial, la fundación de Israel, y la guerra de independencia de Israel en 1948, causaron que los judíos de la región migraran principalmente a Tel Aviv y Jerusalén. Debido a esta serie de persecuciones y reasentamientos, el arameo fue cediendo terreno a favor del hebreo moderno.
No todos hicieron aliyá hacia Israel. Un grupo de judíos Nash Didán se asentaron en los Estados Unidos y formaron una pequeña comunidad en Chicago. Otros no salieron de Irán hasta que tuvo lugar la Revolución Islámica en 1979, y anterior a ella se unieron a comunidades de judíos persas, mientras que otros aún residen en el país en el siglo XXI, especialmente en Teherán. La mayoría de hablantes nativos ya no transmiten el arameo a sus descendientes, optando en su lugar por el hebreo. Se estima que actualmente quedan menos de 5000 hablantes, en su mayoría adultos mayores. Este idioma se enfrenta a su posible desaparición en los próximos años.

## Inteligibilidad
El dialecto lishán didán es, en cierta medida, inteligible con el Hulaulá, otro dialecto judeo-arameo hablado más al sur (Kurdistán iraní), y también con el Lishanid Noshan, hablado por judíos de pueblos cercanos a Erbil y Kirkuk en Irak.
Por otro lado, los dialectos neoarameos cristianos, es decir, los del neoarameo asirio (Suret), son menos inteligibles. Las comunidades cristianas y judías que vivían en las mismas regiones desarrollaron variantes de arameo distintas, encontrando más similitudes con sus correligionarios en áreas distantes que con sus propios vecinos. Las diferencias entre algunos dialectos eran tan marcadas que incluso pueblos tan pequeños como Araden (Irak), que contaba con apenas dos familias judías antes de 1951, desarrollaron sus propios dialectos.

## Literatura
Aunque pocos dialectos neoarameos han escrito literatura, se publicaron documentos educativos y religiosos en Urmía y se distribuyeron ampliamente en Urmía y en las montañas kurdas, tanto en territorio persa como turco. También se publicaron varios periódicos en el idioma. La mayor parte de esta literatura se ha perdido. Sin embargo, se ha conservado al menos un poema, del número de 1909 del periódico siríaco Kokba. El poema es la última supervivencia literaria de una sugita clásica, un tipo de poesía siríaca que a menudo tiene tres rasgos característicos: 1) las estrofas iniciales proporcionan el escenario; 2) el cuerpo del poema es a menudo un diálogo entre dos personajes; 3) suele estar en forma acróstica (aunque es opcional, ya que el poema comentado no tiene esa forma).
El poema evidencia préstamos y palabras de orígenes turcos, persas, kurdos, árabes y algunos griegos.